# Blues hablado
El Blues hablado fue un estilo de blues, basado en una conversación rítmica y caracterizado por la libertad en la melodía pero con un ritmo estricto.
Este estilo solía consistir en una guitarra repetitiva que utilizaba el mismo patrón de tres acordes típico de blues al igual que otros estilos o géneros musicales (como la música folclórica, punk, ska, pop y rock and roll) suelen utilizar el acompañamiento de una melodía rítmica entremezclada con una conversación. Tex Williams fue ampliamente conocido por sus interpretaciones de blues hablado mientras que Woody Guthrie fue el encargado de popularizar este estilo; algunas fuentes citan a Guthrie como el creador (o innovador) del blues hablado, o al menos de la forma musical moderna a la que evolucionó. Bob Dylan llegó a utilizar este estilo, haciéndolo de forma extensiva en la década de 1960 debido a la influencia que Guthrie tuvo en él. El blues hablado se encuentra también en la música country y puede considerarse como uno de los primeros antecesores del rap.
Algunos ejemplos famosos de blues hablado inclúyen:
- "Talking Union" escrito por Pete Seeger, Lee Hays, y Milard Lampell.
- "Talking Fishing Blues" y "Talking Hard Work" por Woody Guthrie.
- "Talking World War III" y "I Shall Be Free" por Bob Dylan (de su álbum The Freewheelin' Bob Dylan).